# Gymnasium am Deutenberg Villingen-Schwenningen
Das Gymnasium am Deutenberg (GaD) ist ein allgemeinbildendes Gymnasium in Villingen-Schwenningen mit sprachlichem und naturwissenschaftlichem Profil sowie Sportprofil. Zudem bietet es einen bilingualen Zug Französisch ab Klasse 6 (Erwerb des AbiBac) sowie Bläserklassen (Erlernen eines Blasinstruments) in der Unterstufe. Es ist des Weiteren eine offene Ganztagsschule mit Angeboten an vier Wochentagen.
Im Stadtbezirk Schwenningen ist es das einzige allgemeinbildende Gymnasium, in Villingen bestehen daneben das Gymnasium am Hoptbühl, das Gymnasium am Romäusring und das (katholische) Gymnasium St. Ursula am Bickentor.

## Aktuelle Zahlen (Schuljahr 2024/2025)
Am Gymnasium am Deutenberg werden im Schuljahr 2024/2025 864 Schüler in 38 Klassen (einschließlich Kursstufe) von 66 Lehrkräften und 11 Referendare unterrichtet. Der Frauenanteil im Kollegium beläuft sich auf 50 Prozent. Der Mädchenanteil bei der Schülerschaft beträgt ebenfalls etwa 50 Prozent. Die durchschnittliche Schülerzahl in den Klassen 5–10 liegt bei ca. 26 Schülern, in der Kursstufe bei ca. 24. 64 Schüler besuchen den bilingualen Zug und 52 Schüler die Bläserklassen 5 und 6.

## Schulprofil und Angebote
Am Gymnasium am Deutenberg werden ein sprachliches, ein naturwissenschaftliches, ein Sport- und das IMP-Profil angeboten.
Im sprachlichen Profil kommt zu den ersten beiden Fremdsprachen Spanisch als dritte Fremdsprache hinzu. Begonnen wird mit Englisch, zu welchem in Klasse 6 wahlweise Französisch oder Latein hinzu kommt.
Im naturwissenschaftlichen Profil wird in den Klassen 8–10 das Kernfach Naturwissenschaft und Technik (NwT) jeweils vierstündig unterrichtet. Hinzu kommt eine so genannte „Poolstunde“ in Klasse acht.
Im Sportprofil spielt neben dem praktischen Sportunterricht, in dem Schulsportarten vertieft und Erfahrungen in Outdoor- und Trendsportarten gesammelt werden, auch die Sporttheorie eine wichtige Rolle.
Im IMP-Profil wird in den Klassen 8–10 Informatik, Mathematik und Physik mit über die Jahre wechselndem Schwerpunkt (jedes Jahr ein Fach zweistündig) unterrichtet. Es handelt sich dabei nicht primär um eine Vertiefung des sowieso stattfindenden Unterrichts – vielmehr werden dabei weitere interessante Themengebiete dieser Fächer behandelt.
Wer einen Schwerpunkt auf Französisch setzen möchte, kann ab Klasse 6 den bilingualen Zug belegen. Dabei werden nacheinander Naturphänomene, Geographie, Geschichte und Gemeinschaftskunde nicht nur auf Deutsch, sondern zunehmend auch in der Fremdsprache unterrichtet. Zudem wird der französische Sprachunterricht durch Zusatzstunden verstärkt. Schüler im bilingualen Zug haben deshalb ein bis zwei Wochenstunden mehr Unterricht als ihre nicht-bilingualen Mitschüler. Hauptziel des Zuges ist der Erwerb des Doppelabiturs AbiBac, durch den die Absolventen sowohl ein deutsches Abitur als auch ein französisches Baccalauréat erwerben können.
Die Schüler haben zudem die Wahl, in der Bläserklasse (Unterstufe) in Kooperation mit der Musikakademie Villingen-Schwenningen und der Stadtmusik Schwenningen ein Blasinstrument zu lernen.
Auch in der Kursstufe bestehen Wahlmöglichkeiten.
So können z. B. zusätzlich zu den üblichen Schulfächern die Fächer Wirtschaft, Literatur und Theater und Informatik, jeweils auch als Prüfungsfach im Abitur, gewählt werden. Im Wahlbereich werden außerdem noch regelmäßig Psychologie, ein Vertiefungskurs Mathematik und Seminarkurs(e) angeboten.
Es besteht ein breites Angebot an Arbeitsgemeinschaften (AGs): Badminton, Fußball, Handball, Klettern, Parcours, Schach, Volleyball, Tennis, Theater, Chor, Orchester, Band, Ernährung, Informatik und Roboter.

## Offene Ganztagesschule
Seit dem Schuljahr 2012/13 ist das Gymnasium am Deutenberg eine offene Ganztagsschule. Im Rahmen der offenen Nachmittagsbetreuung bietet es von Montag bis Donnerstag (jeweils bis 15:20 Uhr) unter qualifizierter Aufsicht verschiedene pädagogische Angebote wie den Mittagssport (12:45 – 13:30), die Hausaufgabenbetreuung (13:05 – 14:30 Uhr), eine offene Betreuung (13:45 – 15:20 Uhr), verschiedene AGs, die Schulbibliothek und Plus-Kurse für die Schüler der Klassen 5, 6 und 7 an.
Außer den Plus-Kursen, manchen AGs und dem Mittagessen in der Mensa der Realschule am Deutenberg sind alle Angebote kostenfrei.
Mit den Angeboten soll gewährleistet werden, dass alle Schüler den langen Schultag sinnvoll und verlässlich nutzen können.
Derzeit sind zwei Schulsozialarbeiterinnen am GaD tätig.

## Internationaler Schüleraustausch und Studienfahrten
Die Schule betreibt derzeit (Stand 2015) Austauschprogramme mit Terre Haute, Indiana, USA (11. & 12. Klasse), Tula, Russland (9./10. Klasse), Valencia, Spanien (9. Klasse), Versailles, Frankreich (8. Klasse), Pontarlier, Frankreich (7. Klasse). Zudem findet in Klasse 10 eine Drittortbegegnung mit Schülern aus Saint-Louis, Frankreich (10. Klasse) statt. Hinzu kommen Studienfahrten in der Kursstufe mit unterschiedlichen Zielen (z. B. in den letzten Jahren u. a. London, Dublin, Israel, Rom, Hamburg, Barcelona, Hallig Langeneß, Berlin).

## Abendgymnasium
Das GaD bildet die räumliche und personelle Grundlage des Abendgymnasiums Villingen-Schwenningen. Hier können Erwachsene seit 1971 berufsbegleitend das Abitur nachholen. Schulleiter ist Oberstudienrat Michael Schüz. Die Ausbildung erstreckt sich in der Regel über vier Schuljahre. Unterrichtsfächer sind Deutsch, Englisch, Latein, Geschichte mit Gemeinschaftskunde, Mathematik, Physik und Biologie.

## Geschichte

### Gründung als Realschule
1839 ersuchte der Schwenninger Kirchenkonvent die Regierung des Königreichs Württemberg um die Erlaubnis zur Errichtung einer Realschule. Die Schule wurde 1840 in einem bereits seit 1779 – und bis heute – bestehenden Gebäude eingerichtet. Am 26. April 1841 wurde der Betrieb mit einer Klasse von 16 Schülern aufgenommen. Es war erst „die dritte dörfliche Realschule in Württemberg“. 1899 hatte die Realschule fünf Klassen. 1901 bis 1902 wurde ein Neubau errichtet. Bis 1904 war der Besuch der Schule Jungen vorbehalten. Vor dem Ersten Weltkrieg waren es bereits zehn Lehrer und acht Klassen. Während des Ersten Weltkrieges kam es zu Einschränkungen im Schulbetrieb. Zwei Lehrer fielen, zwei weitere wurden schwer verwundet. 1925 wurde eine Oberstufenklasse eingerichtet, sodass die Schule 1928 als „Oberrealschule Schwenningen mit städtischen Oberklassen“ den ersten Abiturjahrgang hervorbrachte.

### Nationalsozialistische Zeit
Am 9. März 1933 wurde – einen Tag nach dem Rathaus und der Polizeiwache – auch die Schwenninger Realschule durch SA-Angehörige mit der Hakenkreuz-Flagge versehen. Der damalige Rektor, Dr. Walter Wundt, „der ein guter Demokrat war“, widersetzte sich zwar der Anordnung der SA zur Beflaggung, konnte ihre Durchführung aber nicht verhindern. Nach seiner Legitimation gefragt antwortete der SA-Angehörige, ein Lehrer einer anderen Schwenninger Schule: „Der Ausweis ist meine Uniform!“. Wundt entgegnete: „Auch der Hauptmann von Köpenick hat sich auf seine Uniform berufen“. Er hielt die Vorgänge in einer für den Gemeinderat bestimmten Aktennotiz fest, in der er von Hausfriedensbruch und Amtsanmaßung durch die SA sprach.
Ab August 1933 wurde an der Schule der Hitlergruß durch eine Anordnung des damaligen württembergischen Kultusministers Christian Mergenthaler verbindlich eingeführt.
Mehr und mehr wurden auch in der Schule Uniformen der Hitlerjugend getragen. Dies führte jedoch „mancherorts zu Konflikten“, weshalb es ab 16. April 1934 in der Schule verboten wurde.
Die Teilnahme am Dienst der Jugendorganisationen war „strenge Pflicht“. Wer unentschuldigt fehlte, wurde von der Polizei abgeholt und vom Polizeihauptmann mitunter körperlich bestraft. Zum Dienst der Mädchen gehörte es, Heilkräuter zu sammeln, oder die Felder nach Kartoffelkäfern abzusuchen. Später, während des Krieges, wurden auch Briefe an Soldaten geschrieben, denen zum Beispiel selbstgestrickte Socken beigefügt wurden. Auch Luftschutzübungen wurden durchgeführt und dabei die korrekte Handhabung von Gasmasken trainiert.
Die Jugendorganisationen waren auch in Sammlungen zugunsten des Winterhilfswerks eingebunden.
Einer der Lehrer, Prof. Würthner (1880–1959), lehnte die Sammlungen „barsch“ ab. Er warnte die Schüler auch vor SS-Offizieren, die Schüler in Klassenzimmern festhielten und unter Druck setzten, um sie so zum Eintritt in die Waffen-SS zu bringen.

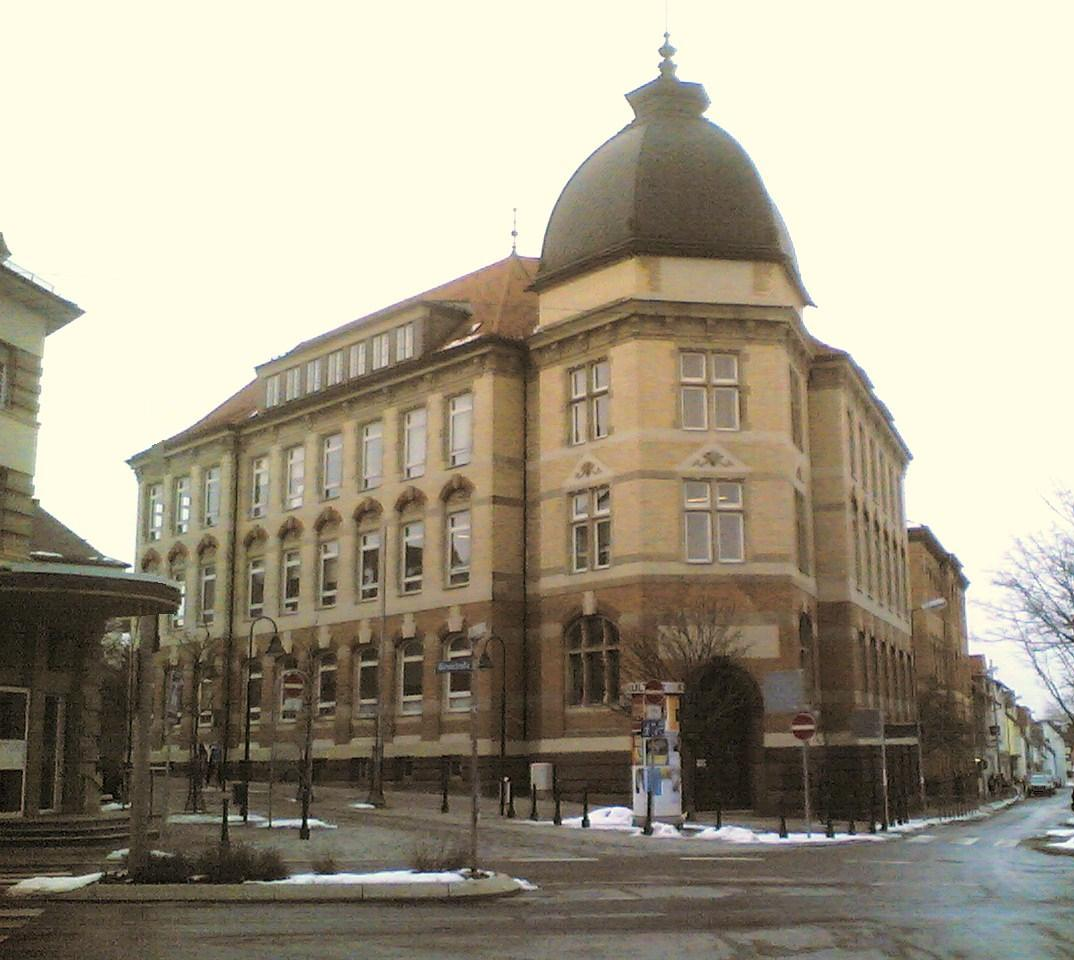
Schulgebäude von 1902, heute Janusz-Korczak-Schule (Förderschule)

1934 wurden tägliche Appelle auf dem Schulhof eingeführt. Zu hissen waren die schwarz-weiß-rote Reichsflagge und die Hakenkreuzflagge. Gesungen werden mussten die erste Strophe des Deutschlandlieds und das Horst-Wessel-Lied.
Auch die einzelnen Klassen mussten vor Unterrichtsbeginn vor dem Klassenzimmer antreten. Der vom Lehrer ernannte „Klassenführer“ hatte in militärischem Stil zu melden, wie viele Schüler angetreten waren. Auch hier wurde mit ausgestrecktem rechten Arm der Hitlergruß ausgetauscht.
1937 entzogen die Nationalsozialisten den Geistlichen der Stadt das Recht, Religionsunterricht zu erteilen: Die Vertreter beider Konfessionen hatten sich einstimmig geweigert, das „Treuegelöbnis auf den Führer“ abzulegen.
1938 wurde die Schule in „Deutsche Oberschule“ umbenannt. Zu Beginn des Zweiten Weltkriegs wurden sechs Lehrer eingezogen. Ein Jahr später traf es zwölf Abiturienten. Weitere Lehrer und Schüler folgten, einige fielen. Die Notlagen brachten erneut viele Einschränkungen mit sich. Die Schüler mussten die eingezogenen Landwirte bei der Ernte ersetzen und andere Hilfsdienste leisten sowie Luftschutzübungen absolvieren. Mehrere Lehrer und Schüler kamen bei Luftangriffen auf Schwenningen ums Leben. 15- bis 16-jährige Schüler wurden zu Brandwachen verpflichtet: Mit Stahlhelm und Gasmaske ausgerüstet musste Tag und Nacht ein Schüler bereitstehen, Rundgänge durch das Gebäude machen und etwa durch Brandbomben verursachte Brände löschen. Zuletzt verbrachten viele Schwenninger die Tage außerhalb der Stadt, um Luftangriffen zu entgehen. Erst bei Dunkelheit kehrte man in die Häuser zurück.
Die letzten bekannten, nicht explodierten, Fliegerbomben wurden erst anlässlich der Grabungsarbeiten zur Landesgartenschau Villingen-Schwenningen 2010 vom Bahnhofsgelände entfernt.
Wegen Kohleknappheit konnten nicht alle Schulräume geheizt werden. Mehrere Klassen wurden daher in einem Raum unterrichtet. Alternativ blieb die Schule ganz geschlossen. Während dieser Kohleferien war der Schulstoff zu Hause zu erarbeiten.
Am 20. April 1945 erreichten französische Truppen Schwenningen, das kampflos übergeben wurde. Sie requirierten das Schulgebäude als Kaserne. Während dieser Nutzung kam es zu Brandschäden am Gebäude, weil französische Soldaten die Schulakten verbrannten. Erst im Oktober gestatteten sie die Wiederaufnahme des Schulbetriebs in einem anderen Gebäude.
Viele Lehrer waren aber durch ihre Mitgliedschaft in der NSDAP belastet, weshalb sie vorerst Berufsverbot erhielten. Erst nach ihrer „Entnazifizierung“ durften sie in den Schuldienst zurückkehren, nicht jedoch an ihre bisherige Schule. Schwenninger Lehrer mussten meist in Rottweil unterrichten, während Rottweiler Lehrer nach Schwenningen versetzt wurden.

### Gymnasium
1954 wurde die Schule zum „Gymnasium Schwenningen“".

### Gymnasium am Deutenberg
Auch nach der Rückgabe des eigentlichen Schulgebäudes durch die Franzosen herrschte Platzmangel. Es musste im Schichtbetrieb unterrichtet werden, einige Klassen wurden in anderen Gebäuden untergebracht. Daher wurde 1965 ein Neubau errichtet. Seit 1972 trägt die Schule den Namen „Gymnasium am Deutenberg“.

Der von Behnisch & Partner entworfene Sichtbetonbau zählt zu den ersten Schulbauten Deutschlands, die in Fertigbauweise erstellt wurden. Seit 2006 steht er unter Denkmalschutz. Der Bau befindet sich an der „Breite“", am damaligen Ostrand Schwenningens am Fuße des damals noch unbebauten Deutenberg. 

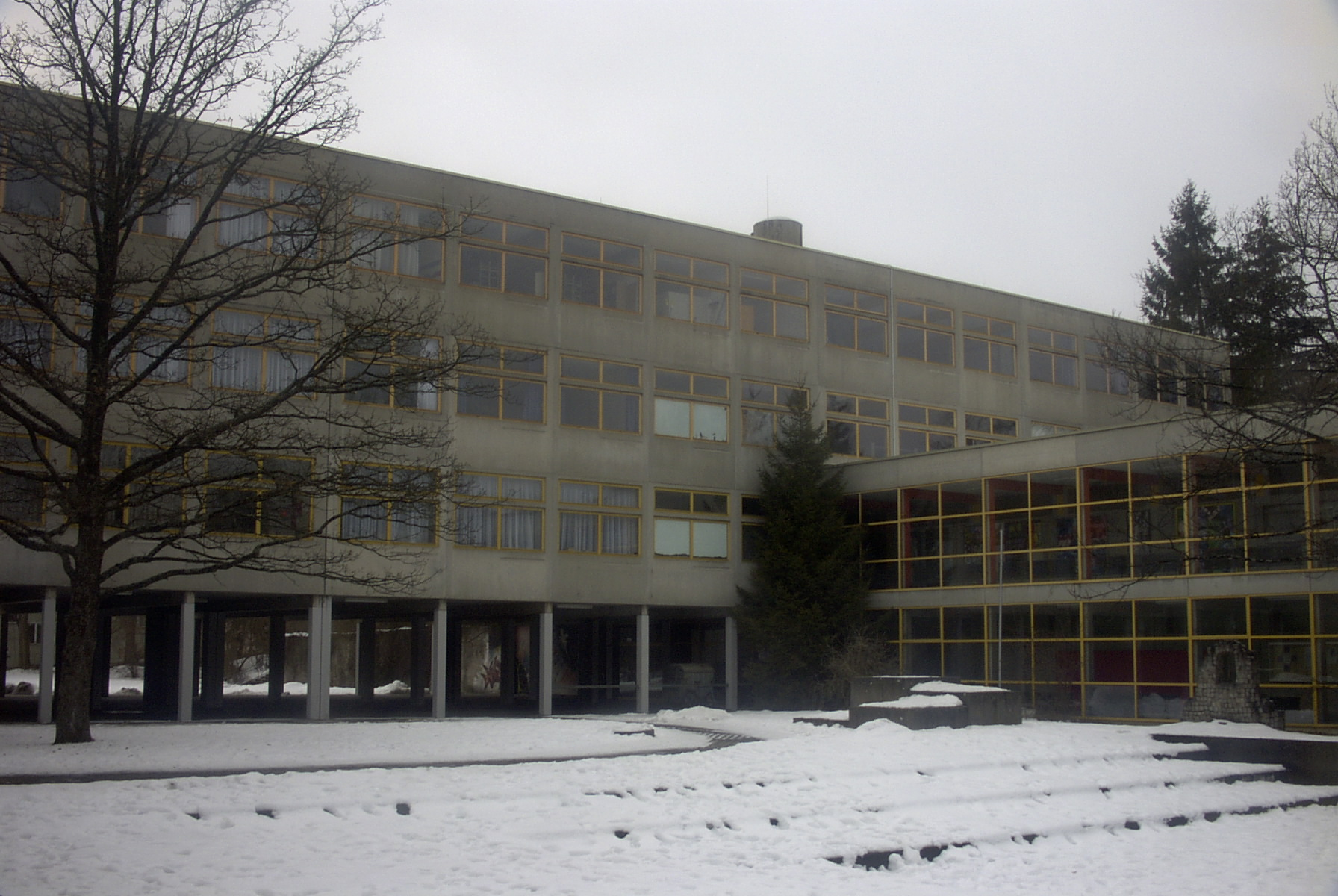
Innenhof mit den gut zu erkennenden Sichtbeton-Fertigbauelementen

Das Gymnasium wurde als großzügige Vierflügelanlage um einen annähernd quadratischen Innenhof konzipiert. Sie setzt sich aus einem viergeschossigen Haupttrakt und drei zweigeschossigen, hufeisenförmig gruppierten Trakten zusammen. Mit Ausnahme des Erdgeschosses in der Südwestecke des Hauptbaues ist das gesamte Bauwerk ab Oberkante Gelände als Vollmontagebau ausschließlich aus Stahlbetonfertigteilen ausgeführt. Für die Montage des Gymnasiums benötigte man 80 Arbeitstage bei Einsatz von drei Turmdrehkränen.

Dieser Bau von 1965 ist heute das Hauptgebäude des Gymnasiums und Teil eines Schulzentrums. Im später entstandenen gegenüberliegenden Gebäude befinden sich heute die Realschule und die Werkrealschule am Deutenberg. Mit diesen teilt sich das Gymnasium eine Doppelsporthalle mit Kunstrasen-Sportplatz und zwei Kleinspielflächen.

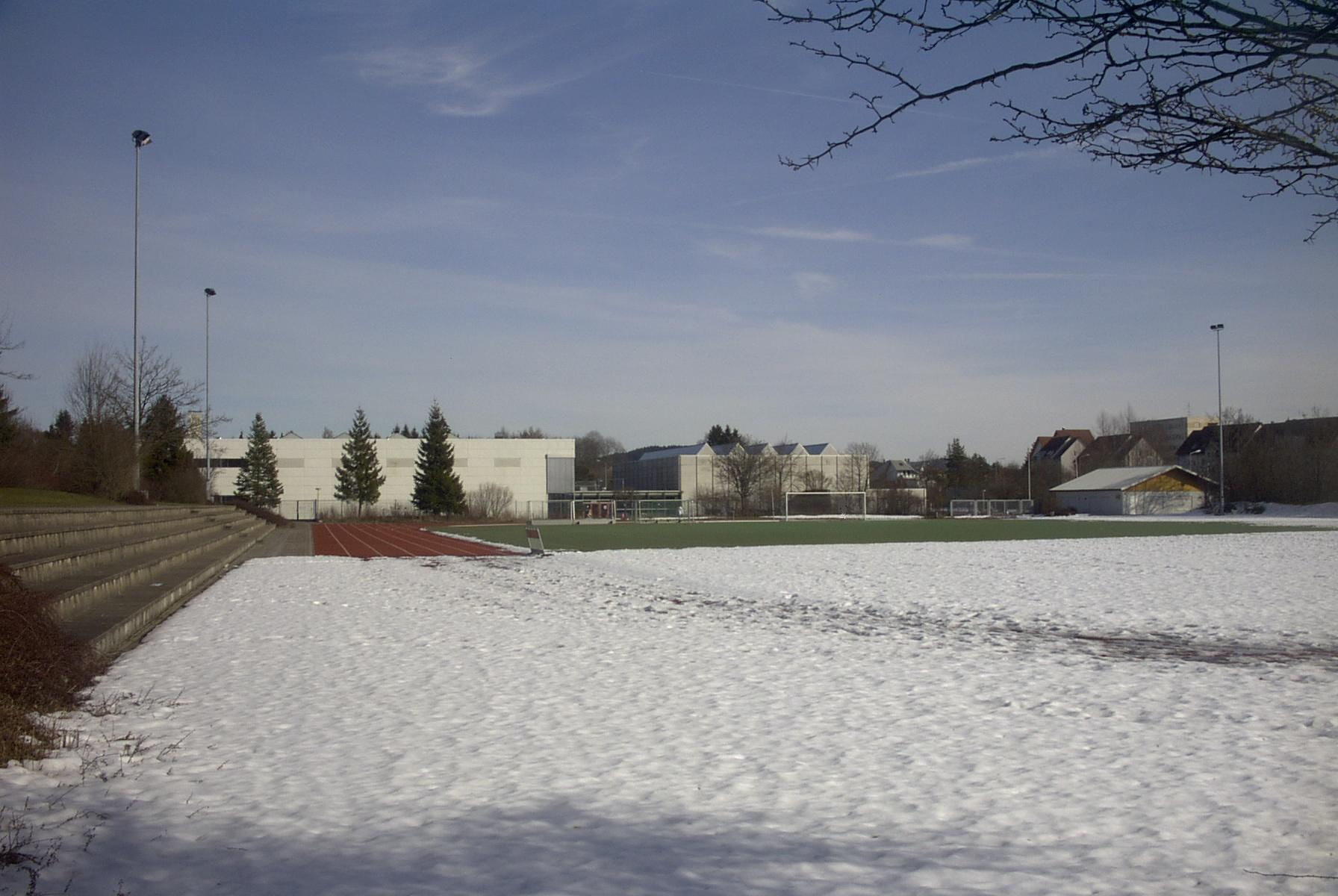
Doppelsporthalle und Kunstrasenplatz

Durch das neue Gebäude stand zunächst ausreichend Platz zur Verfügung. Zeitweilig waren sogar Räume frei, sodass Grundschulklassen der Gartenschule aufgenommen werden konnten.
Die Schülerzahlen stiegen jedoch sehr schnell, was zu erneuter Platznot führte. 1971 war die Schülerzahl auf über 1000, 1978/79 gar auf 1372 Schüler angestiegen. Die Schülerzahlen waren daraufhin bis 2006 (ca. 750 Schüler) rückläufig und steigen seither wieder an (2014/2015: 903). Da für solch hohe Schülerzahlen nicht genug Raum vorhanden ist, wurde die Schule erweitert. Noch heute wird ein Teil der Schüler (zur Zeit die Mehrheit der Klassen 5 und 6) in das Nebengebäude Hallerhöhe (erbaut 1978, Brandenburger Ring 151) ausgelagert, das sich etwa fünf Gehminuten vom Hauptgebäude entfernt befindet. Zwei kleinere Nebengebäude des GaD („Pavillon“ von 1974) und der Realschule mussten inzwischen wegen Asbestbelastung abgerissen werden.
Während das GaD heute vor allem Schüler aus Schwenningen und einigen benachbarten Stadtbezirken und Gemeinden anzieht, kamen insbesondere in den frühen 1960er-Jahren Schüler unter anderem auch aus Rottweil, Blumberg, Nendingen oder Schramberg. Damit wurde nicht nur fast der gesamte Schwarzwald-Baar-Kreis, sondern auch Teile der benachbarten Landkreise Rottweil und Tuttlingen abgedeckt. Diese Anziehungskraft auf Schüler aus entfernteren Städten ist auf einen damals am GaD angebotenen dreijährigen Aufbauzug zurückzuführen, der speziell auf ein späteres Lehramtsstudium vorbereitete.
Heute verfügt das Gymnasium über eine große Aula, zwei Computerräume sowie verschiedenste Fachräume (Physik, Chemie, Biologie, Erdkunde, Bildende Kunst, Werkstatt und Musik). Solche Fachräume stehen auch im Nebengebäude Hallerhöhe zur Verfügung.
Die Aula des Gymnasiums wird für schulische und nicht-schulische Veranstaltungen genutzt. Neben den jährlich veranstalteten Sommer- und Weihnachtskonzerten finden auch die Theater- und Musicalaufführungen regen Anklang. Aufgrund ihrer großen Kapazität finden hier auch sonstige Veranstaltungen statt, etwa Konzerte oder Vorträge.

### Sanierung
Das denkmalgeschützte Hauptgebäude war dringend sanierungsbedürftig. Das Hauptgebäude wurde von Sommer 2017 bis 2020 saniert. Der neue Erweiterungsbau wurde im Jahr 2017 bezogen. Er wird nach Abschluss der Sanierungsarbeiten das Nebengebäude Hallerhöhe ersetzen. Dann sind auch die Räume des Gymnasiums wieder kompakter zusammen gelegen.

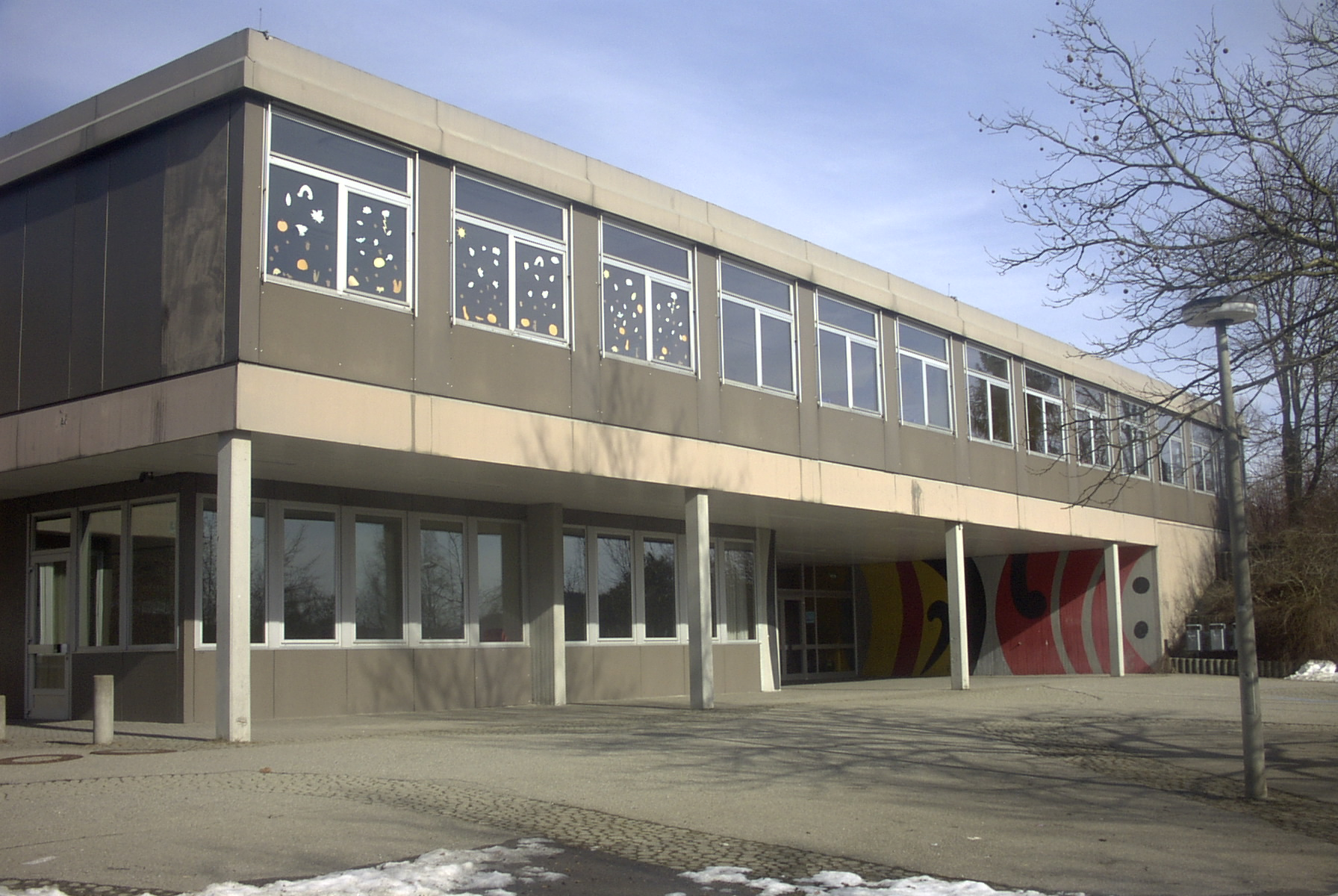
Nebengebäude Hallerhöhe (Klassen 5–6)

 Der südliche Schulhof bleibt trotz der Umgestaltung weitgehend erhalten und wird von Hauptgebäude und dem Neubau begrenzt. Der Neubau wird nach dem Abschluss der Sanierungsarbeiten neben sechs Unterstufenklassenzimmern und zugehörigen Lehrmittelräumen auch den Oberstufenraum, die Schülerbibliothek und die Räume der Ganztagsschule beherbergen.
Während der Sanierungsphase liefert der Neubau zusammen mit dem Gebäude der Hallerhöhe einen Teil der während der Auslagerung benötigten Fläche. Die restlichen Räume sind in Container auf dem Gelände des Deutenberger Schulkomplexes nördlich des Sportplatzes ausgelagert.

## Persönlichkeiten

### Schüler
- Richard Bürk (1854–1934), Erfinder, Unternehmer und Politiker (vor oder bis 1865)[21]
- Gunter Huonker (1937–2021), Politiker (SPD), ehemaliger Staatsminister, Staatssekretär und MdB[22]
- Rita Grießhaber (* 1950), Politikerin (Bündnis 90/Die Grünen), ehemalige MdB[23]
- Katrin Vernau (* 1973), Wirtschaftswissenschaftlerin und Verwaltungsdirektorin des WDR (bis 1992)
- Andreas Hudec, Frontmann der Band Cinema Bizarre
- Anke Greifeneder (* 1972), Buchautorin und Grimme-Preisträgerin (bis 1992)

### Lehrer
- Walter Wundt (1883–1967), ab 1907 Mathematik-Lehrer, ab 1928 Schulleiter, 1934 Rücktritt aus gesundheitlichen und persönlichen Gründen
- Erhard Eppler (1926–2019), Politiker (SPD), ehemaliger Bundesminister, MdB und MdL (1953–1961)[24]
- Karl-Hans Kern (1932–2014), Politiker (SPD), ehemaliger MdB (1959–1967)[25]
- Hartmut Nordsieck (1940–2022), Malakologe, am GaD 1965–2000.
- Ernst Burgbacher (* 1949), Politiker (FDP), ehemaliger Staatssekretär und MdB (1975–1998)[26]

### Ehemalige Schulleiter
- 1841–1847 C. Weiß[27]
- 1847–1863 Ch. F. Haag[27]
- 1863–1874 M. Schlenker[27]
- 1875–1880 Friedrich Zirn[27]
- 1880–1906 Joh. Heinz[27]
- 1906–1912 K. Müller[27]
- 1912–1928 W. Stumpp[27]
- 1928–1934 Walter Wundt[27]
- 1935–1941 M. Hofmann[27]
- 1947–1951 Alfons Riegel[27]
- 1951–1969 Max Frommer[27]
- 1969–1992 Rolf Mehne[27][28]
- 1992–2006 Annelies Zahradnik
- 2006–2019 Manfred Koschek[29]
- seit 2019 Zoran Josipovic

## Sonstiges
Das großflächige Flachdach des Hauptgebäudes wird seit 2002 zur Erzeugung von Strom mittels Photovoltaik genutzt. Außerdem betreibt das GaD eine eigene Wetterstation, deren Daten im Internet veröffentlicht werden. Außerdem hat das GaD seit dem Jahr 2021 ein Neubau, in dem die Oberstufenschüler (10-K2) untergebracht sind. Zudem enthält das Gebäude eine zweite kleinere Aula und einen Platz zum Essen in der Mittagspause. 